# 叙利亚伊斯兰教

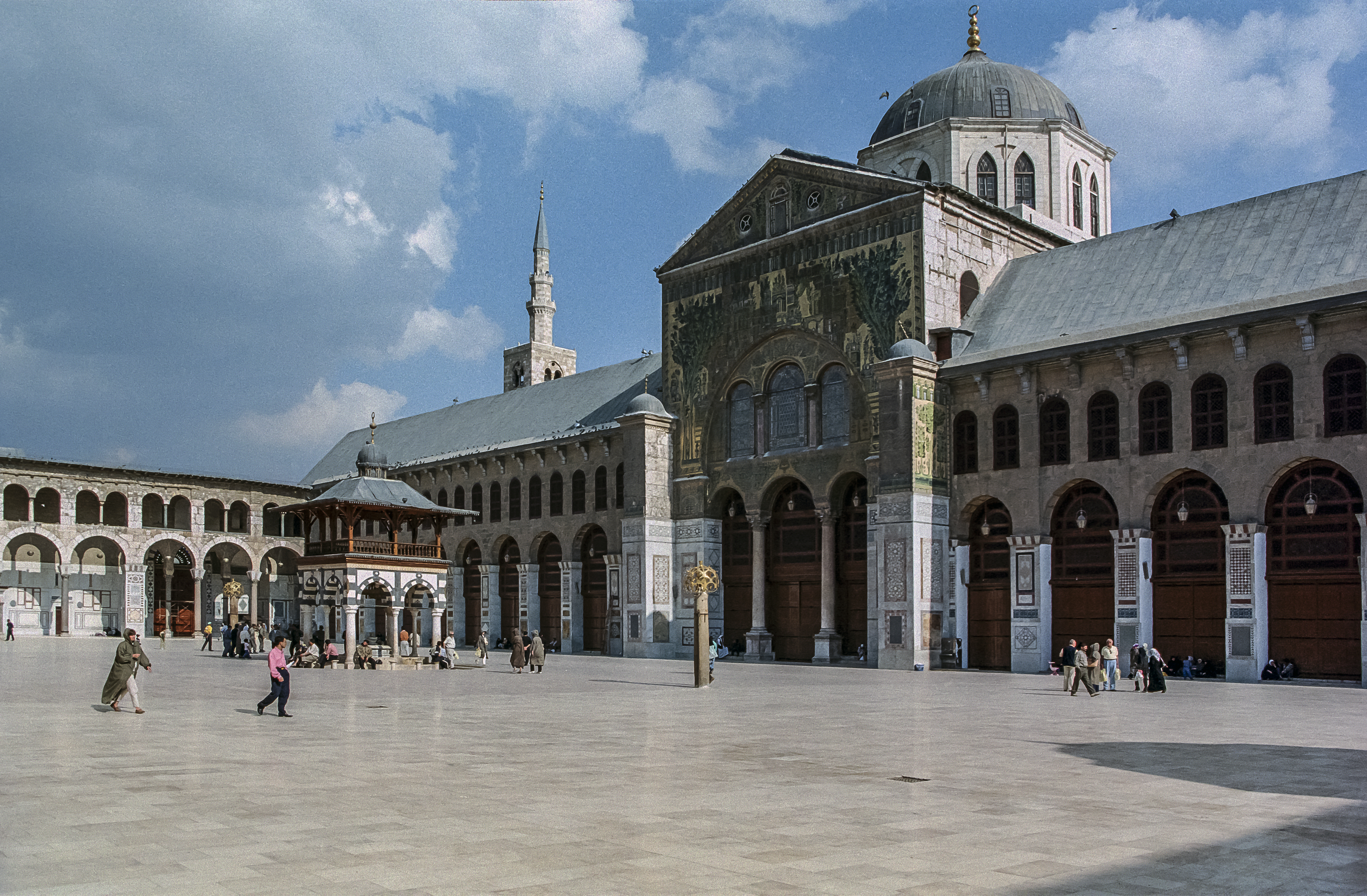
位于叙利亚首都大马士革的倭马亚大清真寺

伊斯兰教是叙利亚最常见的宗教，大概90%的人口均信仰伊斯兰教，并且是叙利亚各个地区的宗教多数派。因为种族与语系差异，叙利亚的穆斯林遵循不同伊斯兰教派。
逊尼派穆斯林占叙利亚穆斯林人口的大多数（占叙利亚总人口的75%）。什叶派穆斯林占叙利亚穆斯林总人口的11.5%。其中值得一提的是，阿拉维派是占主导地位的什叶派（占该国人口的10%） ，其次是伊斯玛仪派（1%）和十二伊玛目派（0.5%）。